# Zosterops vaughani
El anteojitos de Pemba (Zosterops vaughani) es una especie de ave paseriforme de la familia Zosteropidae.

## Distribución
Es endémico de la isla de Pemba e islotes adyacentes (Tanzania). Sus hábitats naturales son los bosques áridos tropicales o subtropicales, los bosques húmedos y bajos, los manglares y la sabana árida.